# Gambusia monticola
Gambusia monticola — вид прісноводних живородних коропозубоподібних риб родини пецилієвих (Poeciliidae).

## Поширення
Вид є ендеміком Куби. Зустрічається у прісних водоймах у південно-східній частині острова.